# Republic (band)

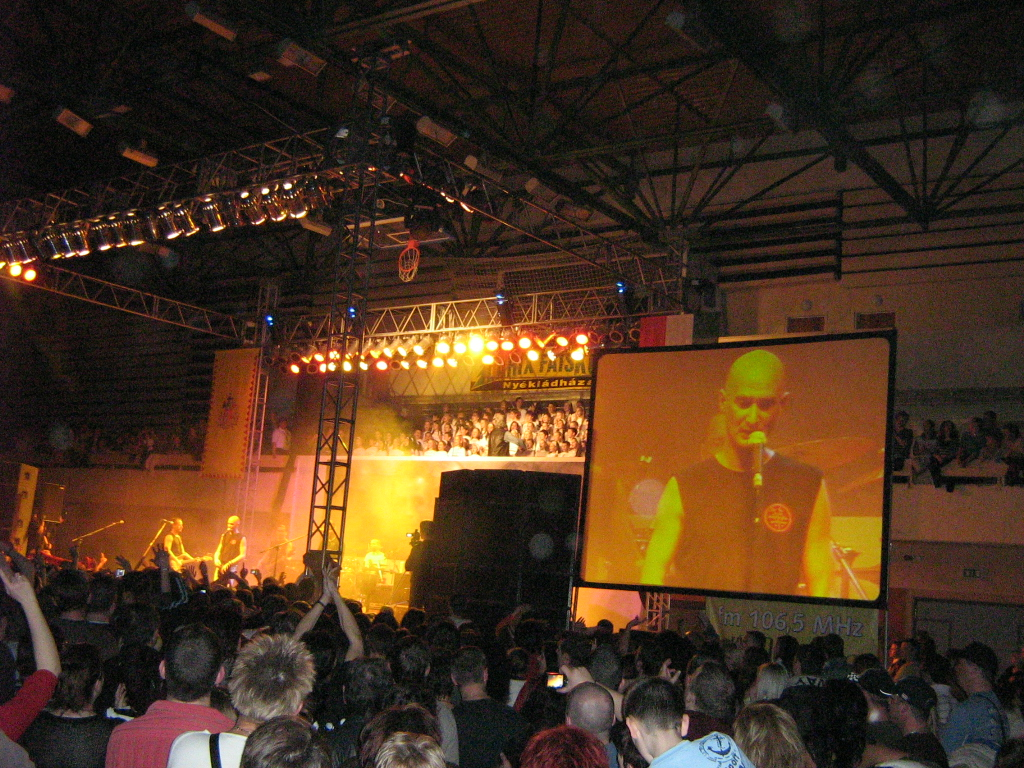
Republic med frontfiguren László "Cipő" Bódi, 15 mars 2008

Republic är ett ungerskt rockband, bildat i Budapest 1990. Deras stil är en blandning av västerländsk rockmusik med traditionell ungersk folkmusik. Bandet är populärt i Ungern och hos ungersktalande i andra delar av världen, men har inte gjort någon internationell lansering.
Bandet grundades av László Bódi och Lászlo Attila Nagy.  Duon hade tidigare spelat tillsammans i ett band med namnet Cipőfűző (skosnöre på ungerska).  Från detta namn tog László Bódi sitt artistnamn "Cipő", det vill säga "sko". Cipő dog i mars 2013, 47 år gammal. Dödsorsaken var hjärtfel..

## Nuvarande medlemmar
- László Attila Nagy - trummor
- Tamás Patai – gitarr
- Gábor Halász – gitarr, piano och sång
- Csaba Boros – basgitarr och sång

## Tidigare medlemmar
- László “Cipő” Bódi – sång och piano – 1990–2013
- "Rece Apó" - Bali Imre – gitarr – 1990–1991
- Szilágyi "Bigyó" László – trummor – 1990
- Zoltán Tóth